# Чича (напиток)

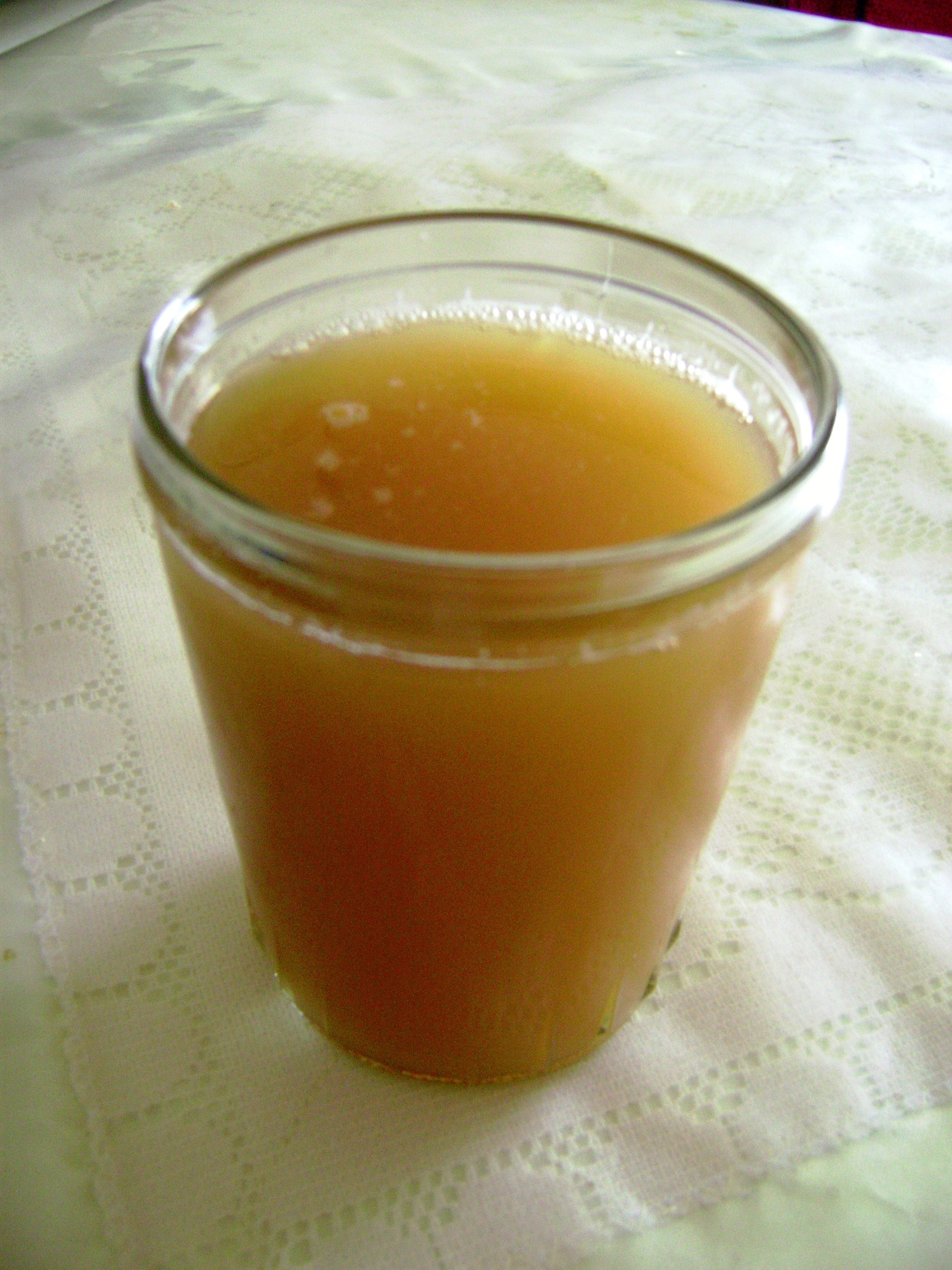
Стакан с чичей в Перу

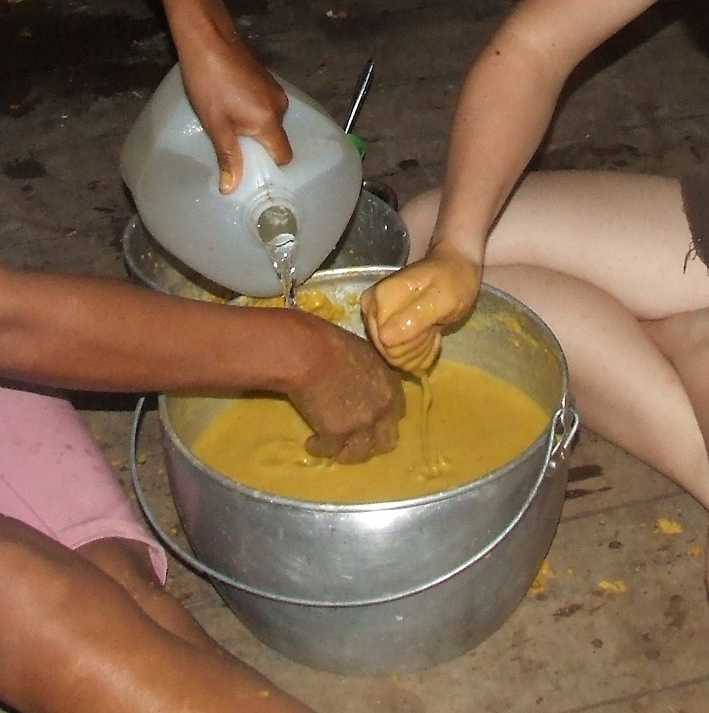
Современное изготовление чичи по традициям народа хиваро

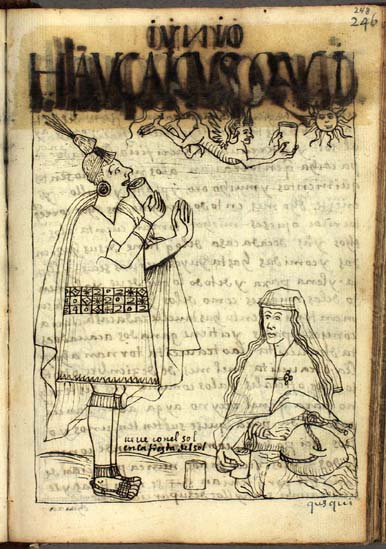
Пьющие чичу в перуанской хронике историка Пома де Айяла

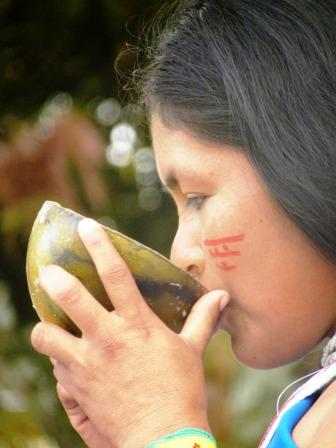
Пьющая чичу в эквадорской провинции Морона-Сантьяго

Чи́ча (исп. chicha, [ˈtʃi.tʃa]) — похожий на пиво слабоалкогольный напиток Южной Америки, главным образом в тропической её части.

## Название
Чичу пили с давних времен ещё в Империи инков, получая напиток путём ферментации различных растений через слюну. Этим и объясняется шуточное название чичи — «плёвое пиво» (нем. Spuckebier).
Научная этимология наименования напитка не вполне ясна. По данным Королевской академии испанского языка, «чича» происходит от слова chichab, обозначающего «кукурузу» на языке куна.
По другим источникам, на название повлияло ацтекское слово chichiatl, что значит «забродившая вода». На языке кечуа напиток называется aqha.
Испанцы использовали название «чича» для всех обнаруженных в Америке ферментированных напитков, даже если они существенно отличались между собой по составу ингредиентов.

## Распространение и изготовление
Перуанский историк Инка Гарсиласо объясняет, что чрезмерное употребление алкоголя рассматривалось в Перу как основной порок людей. Многие другие тексты свидетельствуют, что чичу охотно пили не только по праздникам, но и ежедневно.
Инки изготавливали чичу прежде всего из ростков кукурузы (Jora или Wiñapu), но также из киноа, кислицы и перуанского перца.
Чича всегда считалась священным напитком, символом плодородия и богатства матери-природы (исп. Pacha Mama). Современные жители ценят чичу как наследие предков, которое кормит тело и душу. Ритуал приготовления напитка является уделом женщин, хотя им иногда помогают и мужчины.
Женщины жуют выпеченный из кукурузной муки хлеб, пропитывая его слюной. Благодаря присутствующим в слюне ферментам крахмал преобразуется в сахар, что способствует брожению. Содержание алкоголя в чиче колеблется от 1 до 6 процентов, в зависимости от того, готовится напиток для повседневного использования или для торжественных религиозных праздников, таких, как Инти Райми.
Хиваро и другие народы Амазонской низменности по традиции приготавливают чичу из маниока или плодов персиковой пальмы, которые сначала совсем недолго варят и размягчают, затем жуют и выплёвывают в кастрюлю, доливая небольшим количеством воды при размешивании фруктовой массы вручную, и наконец оставляют для брожения как минимум на один день. Традиционно чичу хранят в выдолбленных изнутри плодах лагенарии.
Похожий на лимонад безалкогольный напиток чича морада готовят из сваренной фиолетовой кукурузы с добавлением сахара, кожуры ананаса и айвы, пряностей (корицы и гвоздики), а также сока лайма.
В Венесуэле широко распространена рисовая чича. Её безалкогольный вариант — холодный освежающий напиток, приготовленный вместо воды с молоком и корицей, напоминает коктейль и продается на улицах.
В Чили, особенно в центральной части страны, чичу готовят из ферментированных яблок. Напиток похож на сидр и особой популярностью пользуется во время осенних национальных праздников. Чича в Куракави производится из винограда.